# Mammoth (Arizona)
Mammoth és una població dels Estats Units a l'estat d'Arizona. Segons el cens del 2007 tenia 2.427 habitants.

## Demografia
Segons el cens del 2000, Mammoth tenia 1.762 habitants, 562 habitatges, i 440 famílies La densitat de població era de 629,9 habitants/km².
Dels 562 habitatges en un 39% hi vivien nens de menys de 18 anys, en un 55% hi vivien parelles casades, en un 16% dones solteres, i en un 21,7% no eren unitats familiars. En el 18,5% dels habitatges hi vivien persones soles el 9,8% de les quals corresponia a persones de 65 anys o més que vivien soles. El nombre mitjà de persones vivint en cada habitatge era de 3,14 i el nombre mitjà de persones que vivien en cada família era de 3,54.
Per edats la població es repartia de la següent manera: un 33,5% tenia menys de 18 anys, un 8,9% entre 18 i 24, un 25,8% entre 25 i 44, un 20,1% de 45 a 60 i un 11,6% 65 anys o més.
L'edat mediana era de 32 anys. Per cada 100 dones de 18 o més anys hi havia 95,3 homes.
La renda mediana per habitatge era de 29.861 $ i la renda mediana per família de 32.661 $. Els homes tenien una renda mediana de 32.768 $ mentre que les dones 19.028 $. La renda per capita de la població era de 9.878 $. Aproximadament el 23,8% de les famílies i el 28,1% de la població estaven per davall del llindar de pobresa.

## Poblacions properes
El següent diagrama mostra les poblacions més properes.